# طريقة كيميائية حسابية في فيزياء الحالة الصلبة
تتبع الطريقة الكيميائية الحسابية في فيزياء الحالة الصلبة Computational chemical methods in solid state physics نفس المنهج الذي يتبع في الجزيئات, ولكن يوجد هناك اختلافين. الأول, إن التماثل الانتقالي للمواد الصلبة يُستخدم, والثاني, أنها من الممكن أن تستعمل الدوال الأساسية اللامتموضعة بشكل كامل مثل الموجات المستوية plane waves كبديل للدوال الأساسية اللمرتكزة على الذرة الجزيئية. البنية الإلكترونية للكريستال هو بشكل عام موصوفة بواسطة البنية المقيدة band structure, التي تعرف طاقات مدارات الإلكترون لأي نقطة في منطقة بريلوين Brillouin zone. فمن البداية والحسابات الشبه-تجريبية تظهر مدى الطاقات المدارية, وبناءً على ذلك تمكنوا من تطبيق حسابات البنية المقيدة. وبما أنها تستغرق وقتاً طويلاً لحساب طاقة الجزيئات, فأنها حتى تستغرق وقتاً أكثر لحسابها بالنسبة للقائمة الكاملة للنقاط في منطقة بريلوين.
يمكن الحساب بطريقة هارتري-فوك, وبعض من طرق بوست-هارتري-فوك post-Hartree-Fock, وخاصةً نظرية مولير-بليسيت إظطراب وباستعمال طرق آخرى مثل (MP2) والنظرية الدالية للكثافة (DFT).
بإمكان أنواع الحواسيب الموجودة أدناه أن تقوم هذه الحسابات:-
| الصنف             | شبه تجريبي | هارتري-فوك | طرق بوست-هارتري-فوك | النظرية الدالية للكثافة |
| ADF               | لا         | لا         | لا                  | نعم                     |
| Atomistix Toolkit | لا         | لا         | لا                  | نعم                     |
| CASTEP            | لا         | لا         | لا                  | نعم                     |
| كريستال           | لا         | نعم        | لا                  | نعم                     |
| غاوسيان           | نعم        | نعم        | نعم                 | نعم                     |
| LMTO              | لا         | لا         | لا                  | نعم                     |
| MOPAC             | نعم        | لا         | لا                  | لا                      |
| NWChem            | لا         | نعم        | نعم                 | نعم                     |
| PLATO             | لا         | لا         | لا                  | نعم                     |
| VASP              | لا         | لا         | لا                  | نعم                     |
| WIEN (FLAPW)      | لا         | لا         | لا                  | نعم                     |